# 1965년 베트남 공화국 쿠데타
1965년 베트남 공화국 쿠데타는 1965년 2월 19일 - 20일 베트남 공화국의 쩐티엔키엠과 럼반팟등이 주도하여 이루어진 쿠데타이다. 본 쿠데타는 실패했으나 결과적으로 베트남 공화국 군부의 지도자였던 응우옌카인이 권력에서 물러나고 해외로 망명하게 되었다.